# Finidi George
Finidi George (Port Harcourt, 15 aprile 1971) è un allenatore di calcio ed ex calciatore nigeriano, di ruolo attaccante, tecnico del Rivers Utd.
È  stato un giocatore in possesso di grande velocità che poteva giocare indifferentemente esterno d'attacco a destra o a sinistra.
È conosciuto con il suo nome, Finidi.

## Carriera

### Club
Cresciuto calcisticamente in Nigeria fino al 1993, si mette in luce con la maglia della propria Nazionale fin da giovane; viene notato dagli osservatori dell'Ajax che lo acquistano. Nei Paesi Bassi vince la Champions League del 1995, nonché diversi titoli nazionali.
Finidi proseguì giocando in Spagna con il Real Betis e il Maiorca, e nel 2001 trova il modo di fare pratica anche nel campionato inglese con l'Ipswich Town. Si ritira nell'agosto del 2004 dopo essere tornato a Maiorca.

### Nazionale
Debuttò in Nazionale nel 1991 contro il Burkina Faso, realizzando una rete e tre assist.
Con la Nazionale nigeriana partecipa ai Mondiali del 1994 e ai Mondiali del 1998, nonché a diverse Coppe Africa, tra le quali quella vinta nel 1994.

### Presenze e reti nei club
Statistiche aggiornate al 30 giugno 2004.
| Stagione        | Squadra         | Campionato      | Campionato | Campionato | Coppe nazionali | Coppe nazionali | Coppe nazionali | Coppe continentali | Coppe continentali | Coppe continentali | Altre coppe | Altre coppe | Altre coppe | Totale | Totale |
| Stagione        | Squadra         | Comp            | Pres       | Reti       | Comp            | Pres            | Reti            | Comp               | Pres               | Reti               | Comp        | Pres        | Reti        | Pres   | Reti   |
| --------------- | --------------- | --------------- | ---------- | ---------- | --------------- | --------------- | --------------- | ------------------ | ------------------ | ------------------ | ----------- | ----------- | ----------- | ------ | ------ |
| 1993-1994       | Ajax            | ED              | 27         | 4          | CO              | 3               | 2               | CdC                | 4                  | 0                  | SO          | 0           | 0           | 34     | 6      |
| 1994-1995       | Ajax            | ED              | 30         | 8          | CO              | 3               | 0               | UCL                | 10                 | 1                  | SO          | 1           | 0           | 44     | 9      |
| 1995-1996       | Ajax            | ED              | 29         | 6          | CO              | 1               | 1               | UCL                | 10                 | 1                  | SO+SU+CInt  | 1+2+1       | 0+1+0       | 44     | 9      |
| Totale Ajax     | Totale Ajax     | Totale Ajax     | 86         | 18         |                 | 7               | 3               |                    | 24                 | 2                  |             | 5           | 1           | 122    | 24     |
| 1996-1997       | Betis           | PD              | 36         | 10         | CR              | 2               | 1               | -                  | -                  | -                  | -           | -           | -           | 38     | 11     |
| 1997-1998       | Betis           | PD              | 34         | 9          | CR              | 2               | 1               | CdC                | 5                  | 1                  | -           | -           | -           | 41     | 11     |
| 1998-1999       | Betis           | PD              | 36         | 11         | CR              | 1               | 0               | CU                 | 6                  | 2                  | -           | -           | -           | 43     | 13     |
| 1999-2000       | Betis           | PD              | 24         | 8          | CR              | 0               | 0               | -                  | -                  | -                  | -           | -           | -           | 24     | 8      |
| Totale Betis    | Totale Betis    | Totale Betis    | 130        | 38         |                 | 5               | 2               |                    | 11                 | 3                  |             | -           | -           | 146    | 43     |
| 2000-2001       | Maiorca         | PD              | 31         | 5          | CR              | 2               | 1               | -                  | -                  | -                  | -           | -           | -           | 33     | 6      |
| 2001-2002       | Ipswich         | PL              | 25         | 6          | FACup+CdL       | 0               | 0               | CU                 | 4                  | 1                  | -           | -           | -           | 29     | 7      |
| 2002-2003       | Ipswich         | FLC             | 10         | 1          | FACup+CdL       | 0+2             | 0               | CU                 | 5                  | 0                  | -           | -           | -           | 17     | 1      |
| Totale Ipswich  | Totale Ipswich  | Totale Ipswich  | 35         | 7          |                 | 2               | 0               |                    | 9                  | 1                  |             | -           | -           | 46     | 8      |
| 2003-2004       | Maiorca         | PD              | 14         | 0          | CR              | 0               | 0               | CU                 | 3                  | 0                  | SS          | 0           | 0           | 17     | 0      |
| Totale Maiorca  | Totale Maiorca  | Totale Maiorca  | 45         | 5          |                 | 2               | 1               |                    | 3                  | 0                  |             | 0           | 0           | 37     | 4      |
| Totale carriera | Totale carriera | Totale carriera | 296        | 68         |                 | 16              | 6               |                    | 47                 | 6                  |             | 5           | 1           | 364    | 81     |

| Cronologia completa delle presenze e delle reti in nazionale ― Nigeria | Cronologia completa delle presenze e delle reti in nazionale ― Nigeria | Cronologia completa delle presenze e delle reti in nazionale ― Nigeria | Cronologia completa delle presenze e delle reti in nazionale ― Nigeria | Cronologia completa delle presenze e delle reti in nazionale ― Nigeria | Cronologia completa delle presenze e delle reti in nazionale ― Nigeria | Cronologia completa delle presenze e delle reti in nazionale ― Nigeria | Cronologia completa delle presenze e delle reti in nazionale ― Nigeria |
| Data                                                                   | Città                                                                  | In casa                                                                | Risultato                                                              | Ospiti                                                                 | Competizione                                                           | Reti                                                                   | Note                                                                   |
| ---------------------------------------------------------------------- | ---------------------------------------------------------------------- | ---------------------------------------------------------------------- | ---------------------------------------------------------------------- | ---------------------------------------------------------------------- | ---------------------------------------------------------------------- | ---------------------------------------------------------------------- | ---------------------------------------------------------------------- |
| 27-7-1991                                                              | Lagos                                                                  | Nigeria                                                                | 7 – 1                                                                  | Burkina Faso                                                           | Qual. Coppa d'Africa 1992                                              | 1                                                                      | Ingresso                                                               |
| 12-1-1992                                                              | Dakar                                                                  | Senegal                                                                | 1 – 2                                                                  | Nigeria                                                                | Coppa d'Africa 1992 - Primo Turno                                      | -                                                                      | 83’                                                                    |
| 14-1-1992                                                              | Dakar                                                                  | Nigeria                                                                | 2 – 1                                                                  | Kenya                                                                  | Coppa d'Africa 1992 - Primo Turno                                      | -                                                                      | 61’                                                                    |
| 19-1-1992                                                              | Ziguinchor                                                             | Nigeria                                                                | 1 – 0                                                                  | Zaire                                                                  | Coppa d'Africa 1992 - Quarti di finale                                 | -                                                                      | 64’                                                                    |
| 23-1-1992                                                              | Dakar                                                                  | Ghana                                                                  | 2 – 1                                                                  | Nigeria                                                                | Coppa d'Africa 1992 - Semifinale                                       | -                                                                      | 67’                                                                    |
| 25-1-1992                                                              | Dakar                                                                  | Camerun                                                                | 1 – 2                                                                  | Nigeria                                                                | Coppa d'Africa 1992 - Finale 3º posto                                  | -                                                                      |                                                                        |
| 15-8-1992                                                              | Khartoum                                                               | Sudan                                                                  | 0 – 0                                                                  | Nigeria                                                                | Qual. Coppa d'Africa 1994                                              | -                                                                      |                                                                        |
| 29-8-1992                                                              | Enugu                                                                  | Nigeria                                                                | 2 – 0                                                                  | Uganda                                                                 | Qual. Coppa d'Africa 1994                                              | -                                                                      | Uscita                                                                 |
| 10-10-1992                                                             | Lagos                                                                  | Nigeria                                                                | 4 – 0                                                                  | Sudafrica                                                              | Qual. Mondiali 1994                                                    | -                                                                      | 63’                                                                    |
| 20-12-1992                                                             | Pointe-Noire                                                           | Rep. del Congo                                                         | 0 – 1                                                                  | Nigeria                                                                | Qual. Mondiali 1994                                                    | -                                                                      | 47’                                                                    |
| 16-1-1993                                                              | Johannesburg                                                           | Sudafrica                                                              | 0 – 0                                                                  | Nigeria                                                                | Qual. Mondiali 1994                                                    | -                                                                      | 42’                                                                    |
| 27-2-1993                                                              | Enugu                                                                  | Nigeria                                                                | 2 – 0                                                                  | Rep. del Congo                                                         | Qual. Mondiali 1994                                                    | 1                                                                      |                                                                        |
| 11-4-1993                                                              | Addis Abeba                                                            | Etiopia                                                                | 1 – 0                                                                  | Nigeria                                                                | Qual. Coppa d'Africa 1994                                              | -                                                                      | Uscita                                                                 |
| 25-4-1993                                                              | Lagos                                                                  | Nigeria                                                                | 4 – 0                                                                  | Sudan                                                                  | Qual. Coppa d'Africa 1994                                              | -                                                                      |                                                                        |
| 25-9-1993                                                              | Lagos                                                                  | Nigeria                                                                | 4 – 1                                                                  | Costa d'Avorio                                                         | Qual. Mondiali 1994                                                    | -                                                                      |                                                                        |
| 8-10-1993                                                              | Algeri                                                                 | Algeria                                                                | 1 – 1                                                                  | Nigeria                                                                | Qual. Mondiali 1994                                                    | 1                                                                      |                                                                        |
| 9-3-1994                                                               | Lagos                                                                  | Nigeria                                                                | 0 – 0                                                                  | Ghana                                                                  | Amichevole                                                             | -                                                                      |                                                                        |
| 2-4-1994                                                               | Tunisi                                                                 | Zaire                                                                  | 0 – 2                                                                  | Nigeria                                                                | Coppa d'Africa 1994 - Quarti di finale                                 | -                                                                      |                                                                        |
| 6-4-1994                                                               | Tunisi                                                                 | Nigeria                                                                | 2 – 2 dts (4 – 2 dtr)                                                  | Costa d'Avorio                                                         | Coppa d'Africa 1994 - Semifinale                                       | -                                                                      |                                                                        |
| 10-4-1994                                                              | Tunisi                                                                 | Nigeria                                                                | 2 – 1                                                                  | Zambia                                                                 | Coppa d'Africa 1994 - Finale                                           | -                                                                      | 41’                                                                    |
| 5-5-1994                                                               | Solna                                                                  | Svezia                                                                 | 3 – 1                                                                  | Nigeria                                                                | Amichevole                                                             | -                                                                      | 46’                                                                    |
| 25-5-1994                                                              | Bucarest                                                               | Romania                                                                | 2 – 0                                                                  | Nigeria                                                                | Amichevole                                                             | -                                                                      | 54’                                                                    |
| 11-6-1994                                                              | Ibadan                                                                 | Nigeria                                                                | 5 – 1                                                                  | Georgia                                                                | Amichevole                                                             | -                                                                      | Uscita                                                                 |
| 21-6-1994                                                              | Dallas                                                                 | Nigeria                                                                | 3 – 0                                                                  | Bulgaria                                                               | Mondiali 1994 - 1º turno                                               | -                                                                      | 77’                                                                    |
| 25-6-1994                                                              | Boston                                                                 | Argentina                                                              | 2 – 1                                                                  | Nigeria                                                                | Mondiali 1994 - 1º turno                                               | -                                                                      |                                                                        |
| 30-6-1994                                                              | Boston                                                                 | Grecia                                                                 | 0 – 2                                                                  | Nigeria                                                                | Mondiali 1994 - 1º turno                                               | 1                                                                      | 84’                                                                    |
| 5-7-1994                                                               | Boston                                                                 | Nigeria                                                                | 1 – 2 dts                                                              | Italia                                                                 | Mondiali 1994 - Ottavi di finale                                       | -                                                                      |                                                                        |
| 16-11-1994                                                             | Londra                                                                 | Inghilterra                                                            | 1 – 0                                                                  | Nigeria                                                                | Amichevole                                                             | -                                                                      |                                                                        |
| 10-11-1995                                                             | Lagos                                                                  | Nigeria                                                                | 1 – 0                                                                  | Uzbekistan                                                             | Amichevole                                                             | -                                                                      |                                                                        |
| 9-11-1996                                                              | Lagos                                                                  | Nigeria                                                                | 2 – 0                                                                  | Burkina Faso                                                           | Qual. Mondiali 1998                                                    | -                                                                      |                                                                        |
| 12-1-1997                                                              | Nairobi                                                                | Kenya                                                                  | 1 – 1                                                                  | Nigeria                                                                | Qual. Mondiali 1998                                                    | -                                                                      | 62’                                                                    |
| 5-4-1997                                                               | Lagos                                                                  | Nigeria                                                                | 2 – 1                                                                  | Guinea                                                                 | Qual. Mondiali 1998                                                    | -                                                                      | 86’                                                                    |
| 27-4-1997                                                              | Ouagadougou                                                            | Burkina Faso                                                           | 1 – 2                                                                  | Nigeria                                                                | Qual. Mondiali 1998                                                    | -                                                                      | 73’                                                                    |
| 22-4-1998                                                              | Colonia                                                                | Germania                                                               | 1 – 0                                                                  | Nigeria                                                                | Amichevole                                                             | -                                                                      | 70’                                                                    |
| 29-5-1998                                                              | Belgrado                                                               | Jugoslavia                                                             | 3 – 0                                                                  | Nigeria                                                                | Amichevole                                                             | -                                                                      |                                                                        |
| 5-6-1998                                                               | Rotterdam                                                              | Paesi Bassi                                                            | 5 – 1                                                                  | Nigeria                                                                | Amichevole                                                             | -                                                                      | 46’                                                                    |
| 13-6-1998                                                              | Nantes                                                                 | Spagna                                                                 | 2 – 3                                                                  | Nigeria                                                                | Mondiali 1998 - 1º turno                                               | -                                                                      |                                                                        |
| 19-6-1998                                                              | Parigi                                                                 | Nigeria                                                                | 1 – 0                                                                  | Bulgaria                                                               | Mondiali 1998 - 1º turno                                               | -                                                                      | 84’                                                                    |
| 24-6-1998                                                              | Tolosa                                                                 | Nigeria                                                                | 1 – 3                                                                  | Paraguay                                                               | Mondiali 1998 - 1º turno                                               | -                                                                      | 68’                                                                    |
| 28-6-1998                                                              | Saint-Denis                                                            | Nigeria                                                                | 1 – 4                                                                  | Danimarca                                                              | Mondiali 1998 - Ottavi di finale                                       | -                                                                      |                                                                        |
| 23-1-1999                                                              | Abeokuta                                                               | Nigeria                                                                | 2 – 0                                                                  | Burundi                                                                | Qual. Coppa d'Africa 2000                                              | 1                                                                      | Uscita                                                                 |
| 23-1-2000                                                              | Lagos                                                                  | Nigeria                                                                | 4 – 2                                                                  | Tunisia                                                                | Coppa d'Africa 2000 - 1º turno                                         | -                                                                      | 50’                                                                    |
| 28-1-2000                                                              | Lagos                                                                  | Rep. del Congo                                                         | 0 – 0                                                                  | Nigeria                                                                | Coppa d'Africa 2000 - 1º turno                                         | -                                                                      |                                                                        |
| 3-2-2000                                                               | Lagos                                                                  | Nigeria                                                                | 2 – 0                                                                  | Marocco                                                                | Coppa d'Africa 2000 - 1º turno                                         | 1                                                                      | Ammonizione                                                            |
| 7-2-2000                                                               | Lagos                                                                  | Nigeria                                                                | 2 – 1 dts                                                              | Senegal                                                                | Coppa d'Africa 2000 - Quarti di finale                                 | -                                                                      |                                                                        |
| 10-2-2000                                                              | Lagos                                                                  | Nigeria                                                                | 2 – 0                                                                  | Sudafrica                                                              | Coppa d'Africa 2000 - Semifinale                                       | -                                                                      |                                                                        |
| 13-2-2000                                                              | Lagos                                                                  | Nigeria                                                                | 2 – 2 dts (3 – 4 dtr)                                                  | Camerun                                                                | Coppa d'Africa 2000 - Finale                                           | -                                                                      | 70’                                                                    |
| 13-1-2001                                                              | Lagos                                                                  | Nigeria                                                                | 1 – 0                                                                  | Zambia                                                                 | Qual. Coppa d'Africa 2002                                              | -                                                                      |                                                                        |
| 27-1-2001                                                              | Port Harcourt                                                          | Nigeria                                                                | 3 – 0                                                                  | Sudan                                                                  | Qual. Mondiali 2002                                                    | -                                                                      |                                                                        |
| 11-3-2001                                                              | Accra                                                                  | Ghana                                                                  | 0 – 0                                                                  | Nigeria                                                                | Qual. Mondiali 2002                                                    | -                                                                      | 77’ 52’                                                                |
| 21-4-2001                                                              | Freetown                                                               | Sierra Leone                                                           | 1 – 0                                                                  | Nigeria                                                                | Qual. Mondiali 2002                                                    | -                                                                      | 46’                                                                    |
| 5-5-2001                                                               | Port Harcourt                                                          | Nigeria                                                                | 2 – 0                                                                  | Libano                                                                 | Qual. Mondiali 2002                                                    | -                                                                      |                                                                        |
| 1-7-2001                                                               | Omdurman                                                               | Sudan                                                                  | 0 – 4                                                                  | Nigeria                                                                | Qual. Mondiali 2002                                                    | -                                                                      |                                                                        |
| 29-7-2001                                                              | Port Harcourt                                                          | Nigeria                                                                | 3 – 0                                                                  | Ghana                                                                  | Qual. Mondiali 2002                                                    | -                                                                      |                                                                        |
| 7-10-2001                                                              | Southampton                                                            | Nigeria                                                                | 2 – 2                                                                  | Giappone                                                               | Amichevole                                                             | -                                                                      |                                                                        |
| 12-1-2002                                                              | Bouaké                                                                 | Costa d'Avorio                                                         | 1 – 1                                                                  | Nigeria                                                                | Amichevole                                                             | -                                                                      |                                                                        |
| 21-1-2002                                                              | Bamako                                                                 | Algeria                                                                | 0 – 1                                                                  | Nigeria                                                                | Coppa d'Africa 2002 - 1º turno                                         | -                                                                      |                                                                        |
| 24-1-2002                                                              | Bamako                                                                 | Mali                                                                   | 0 – 0                                                                  | Nigeria                                                                | Coppa d'Africa 2002 - 1º turno                                         | -                                                                      |                                                                        |
| 28-1-2002                                                              | Mopti                                                                  | Libano                                                                 | 0 – 1                                                                  | Nigeria                                                                | Coppa d'Africa 2002 - 1º turno                                         | -                                                                      | 66’                                                                    |
| 3-2-2002                                                               | Bamako                                                                 | Nigeria                                                                | 1 – 0                                                                  | Ghana                                                                  | Coppa d'Africa 2002 - Quarti di finale                                 | -                                                                      | 90’                                                                    |
| 7-2-2002                                                               | Ségou                                                                  | Nigeria                                                                | 1 – 2 dts                                                              | Senegal                                                                | Coppa d'Africa 2002 - Semifinale                                       | -                                                                      | 68’                                                                    |
| 9-2-2002                                                               | Mopti                                                                  | Mali                                                                   | 0 – 1                                                                  | Nigeria                                                                | Coppa d'Africa 2002 - Finale 3º posto                                  | -                                                                      | 89’                                                                    |
| Totale                                                                 |                                                                        | Presenze                                                               | 62                                                                     |                                                                        | Reti                                                                   | 6                                                                      |                                                                        |

## Palmarès

### Club

#### Competizioni nazionali
- Campionato nigeriano: 1

Iwuanyanwu: 1990
- Supercoppa dei Paesi Bassi: 3

Ajax: 1993, 1994, 1995
- Campionato olandese: 3

Ajax: 1993-1994, 1994-1995, 1995-1996

#### Competizioni internazionali
- UEFA Champions League: 1

Ajax: 1994-1995
- Supercoppa UEFA: 1

Ajax: 1995
- Coppa Intercontinentale: 1

Ajax: 1995

### Nazionale
- Coppa d'Africa: 1

Tunisia 1994